# Honda (Tolima)
Honda is een gemeente in het Colombiaanse departement Tolima. De plaats is gelegen aan de rivier de Magdalena en telt 26.873 inwoners (2005).
Tijdens de koloniale tijd bezat Honda een rivierhaven waar onder andere goederen werden verscheept naar Sante Cruz de Mompox.
De plaats is co-zetel van het rooms-katholieke bisdom Líbano-Honda.
Een opvallend gebouw is het voormalig franciscanessenklooster, gebouwd tussen 1917 en 1935, met een groen-wit geschilderde zuilengalerij op de Plaza de Mercado. Een 18e-eeuws huis herbergt een museum gewijd aan de botanische expeditie van José Celestino Mutis (1783).

## Galerij

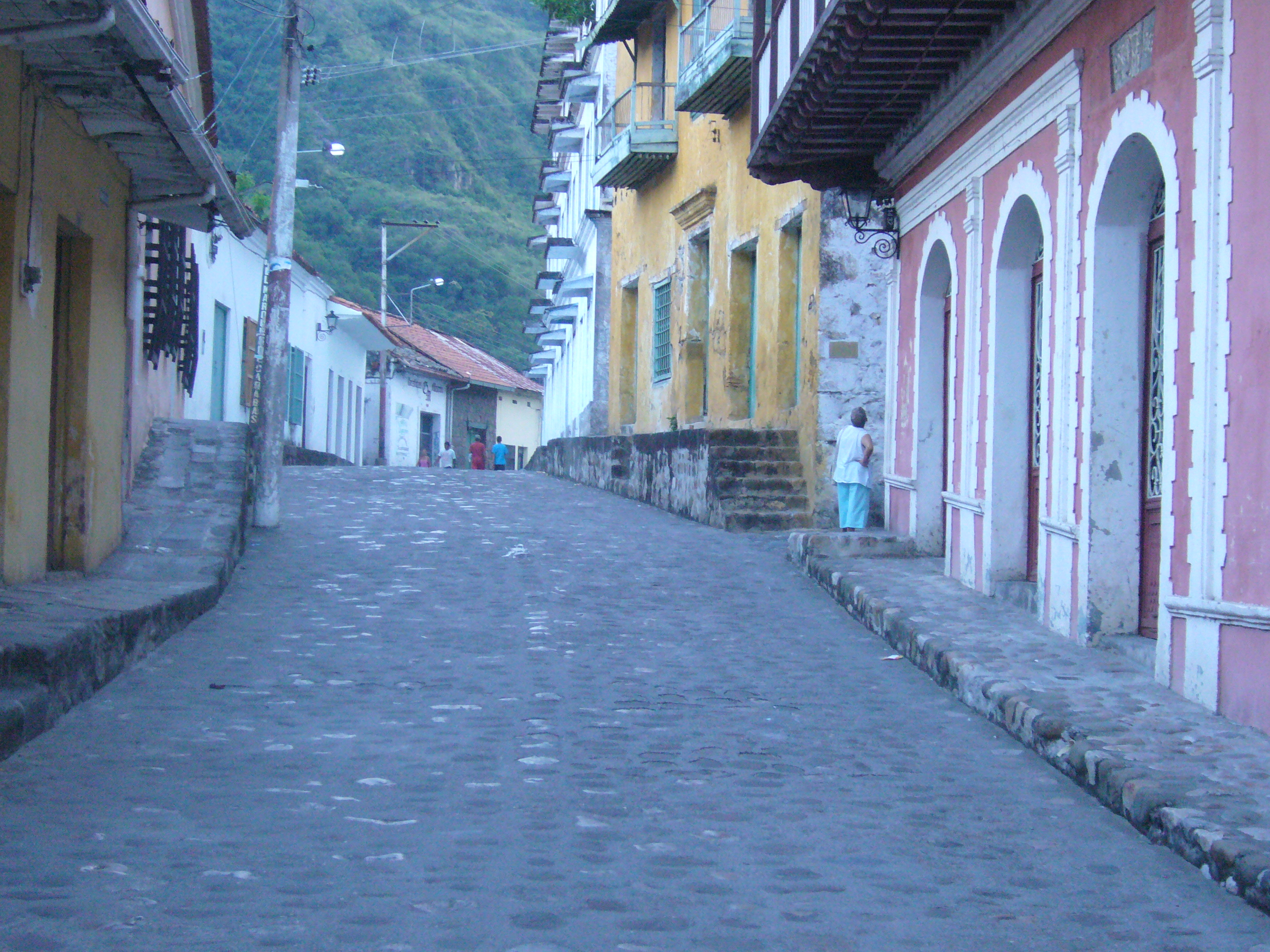
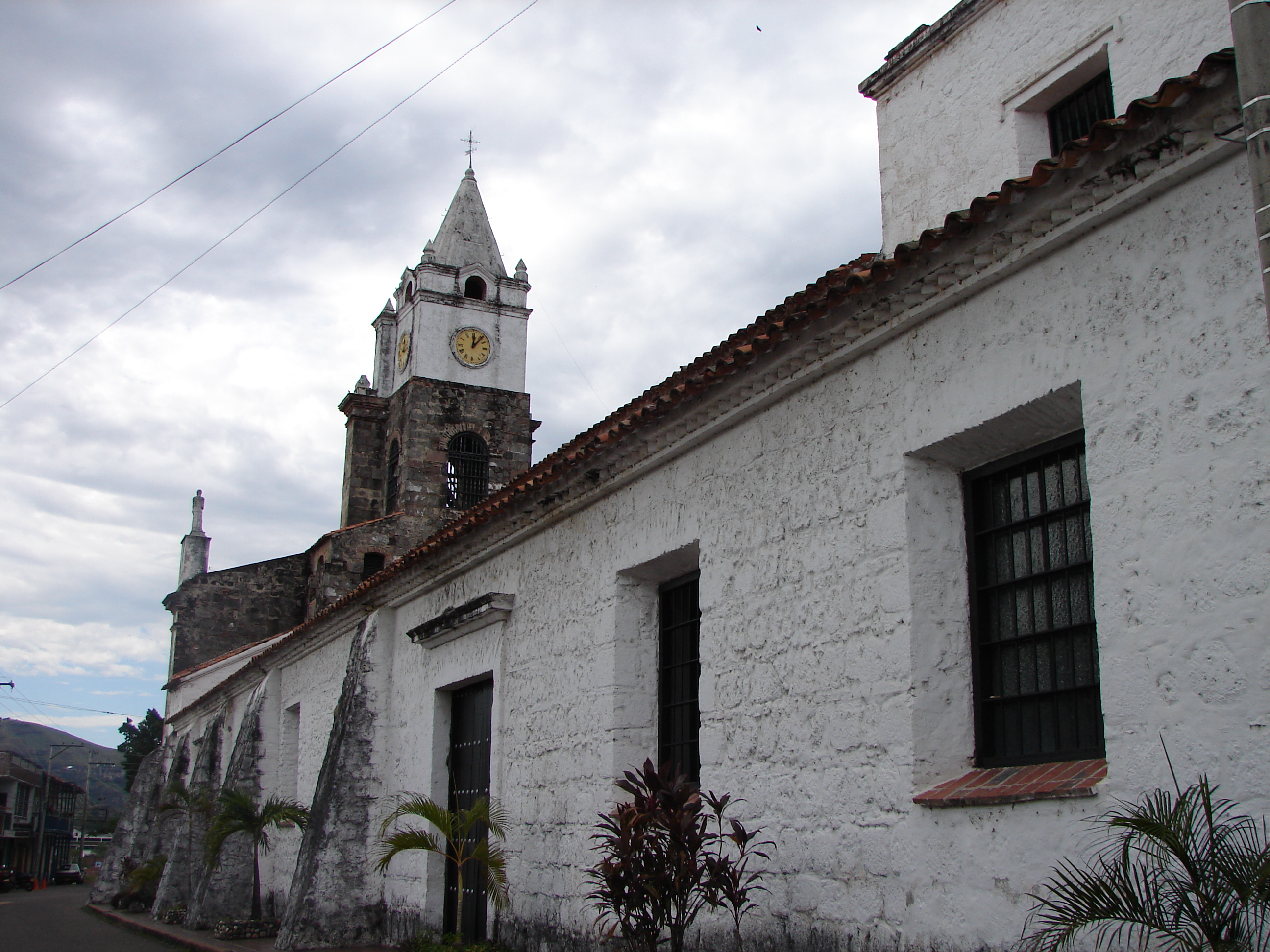
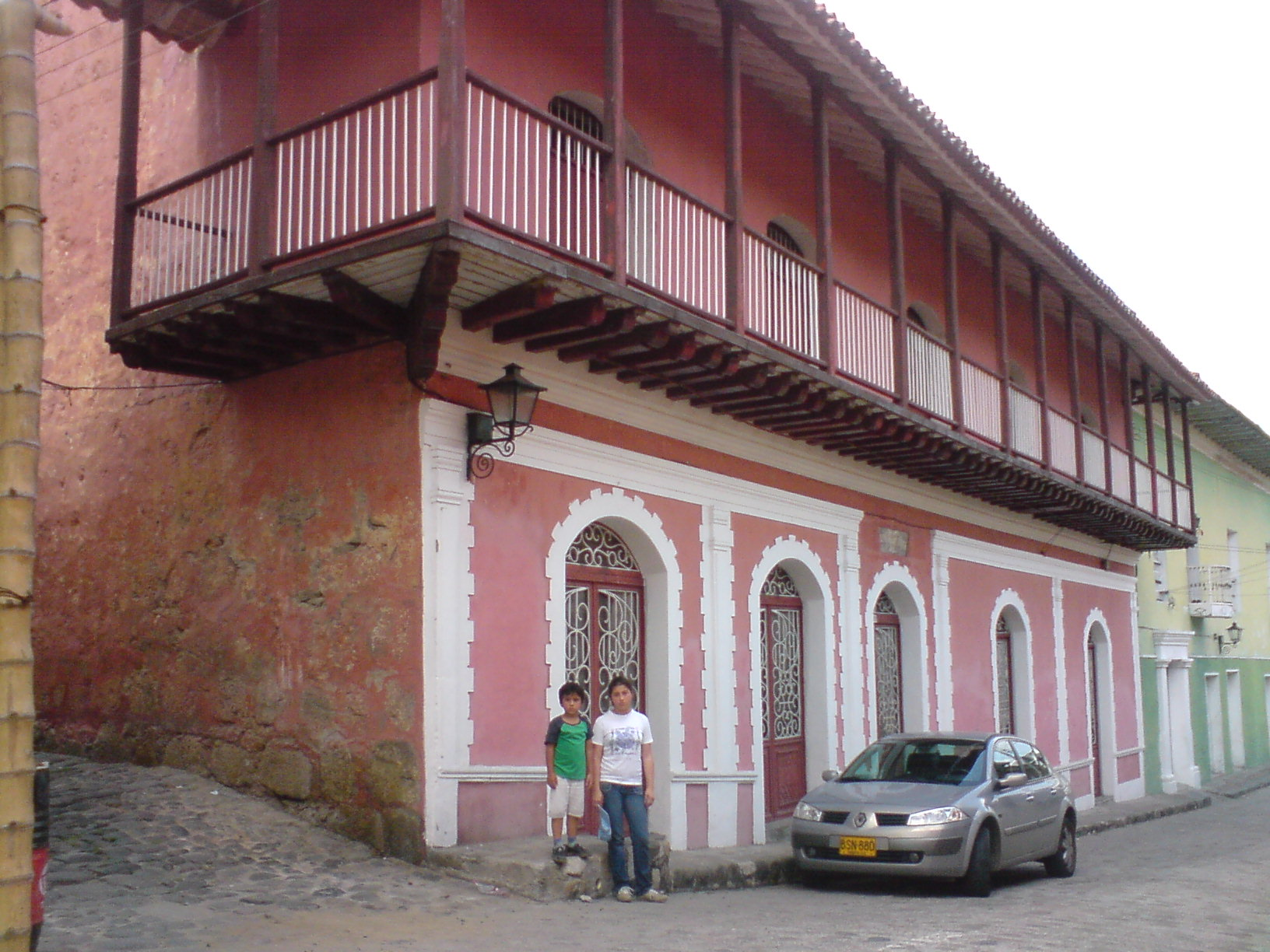
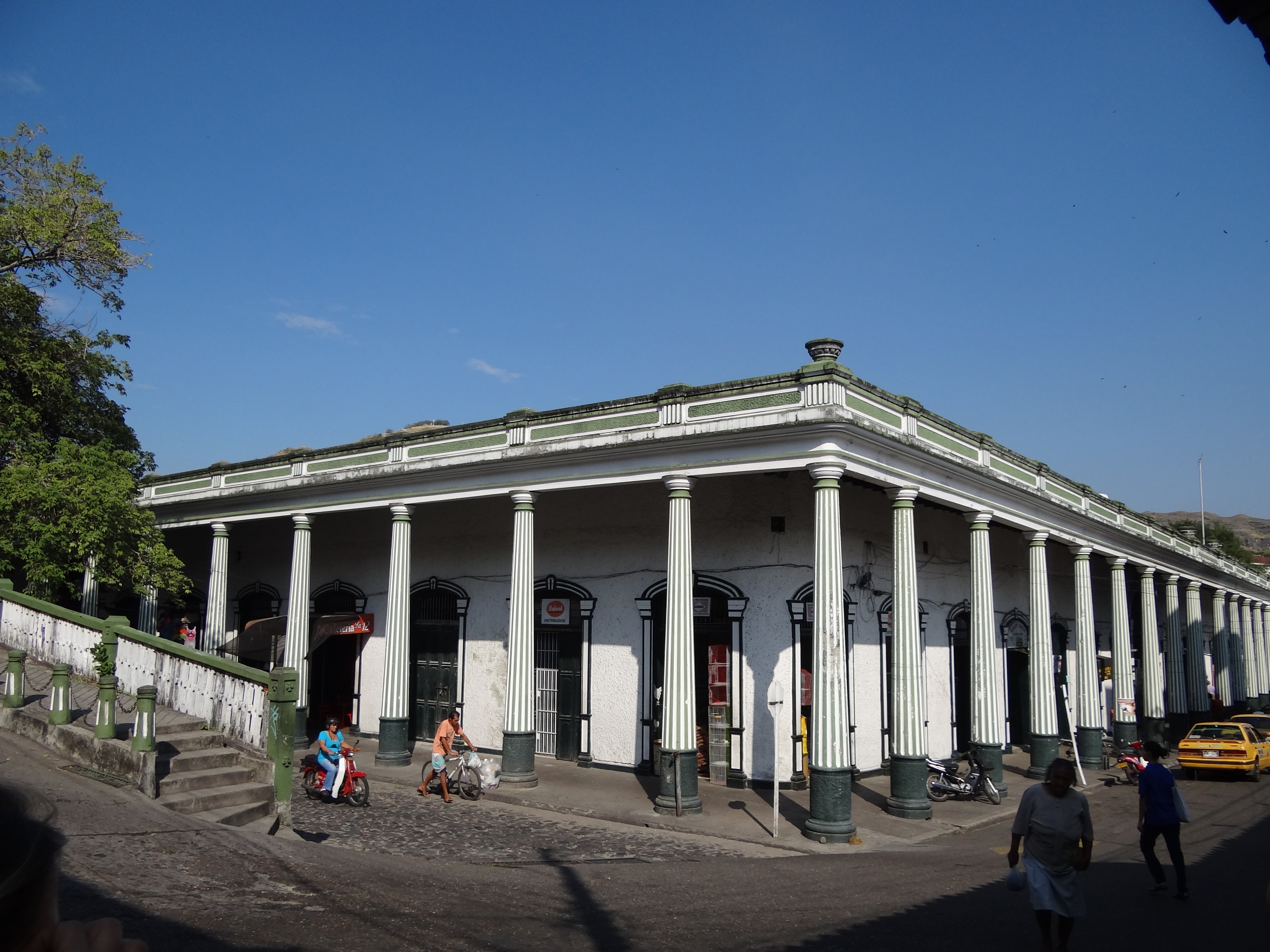

Alpujarra · Alvarado · Ambalema · Anzoátegui · Armero · Ataco · Cajamarca · Carmen de Apicalá · Casabianca · Chaparral · Coello · Coyaima · Cunday · Dolores · Espinal · Falan · Flandes · Fresno · Guamo · Herveo · Honda · Ibagué · Icononzo · Lérida · Líbano · Mariquita · Melgar · Murrilo · Natagaima · Ortega · Palocabildo · Piedras · Planadas · Prado · Purificación · Rioblanco · Roncesvalles · Rovira · Saldaña · San Antonio · San Luis · Santa Isabel · Suárez · Valle de San Juan · Venadillo · Villahermosa · Villarrica
- Bibliothèque nationale de France: cb16242868g (data)
- International Standard Name Identifier: 0000 0001 1287 0204
- Système universitaire de documentation: 157227391
- Virtual International Authority File: 133570612